# Slovenska karitas
Slovenska Karitas je socialno-karitativna organizacija Rimskokatoliške cerkve v Sloveniji.

## Odlikovanja in nagrade
Leta 1994 je organizacija prejela častni znak svobode Republike Slovenije z naslednjo utemeljitvijo: »za človekoljubno dejavnost pri reševanju človeških stisk«.